# フタバアオイ
フタバアオイ（二葉葵、双葉葵、学名: Asarum caulescens）は、ウマノスズクサ科カンアオイ属に分類される落葉性（秋に落葉するが根茎が残る）の多年草の1種である。茎は地上を這って節から根を生じ、先端に2枚の葉をつける。葉は長い葉柄をもち、葉身はハート形（図1）。3枚の葉を図案化したものが徳川家の「三つ葉葵」である。花期は春、花は椀状で紅紫色、下向きに咲く（図1）。果実はさく果、種子はエライオソームをもつ。日本および中国南部に分布する。京都賀茂神社との関わりが深く、賀茂祭は葵祭ともよばれる。

## 特徴
落葉性の多年草。茎は二次根茎であるが地中には入らず落葉下の地上を横に這い、多肉質で円柱状、直径2–3ミリメートル (mm)、紫褐色、長い節間と2–3個の短い節間が繰り返し、しばしば分枝し、先端には2–3個の鱗片葉が互生する。上方の葉腋に大型の越冬芽、下方の葉腋に小型の越冬芽または未発達の芽がつき、ふつう前者から翌年の茎が伸びて2枚の葉と1個の花をつける。

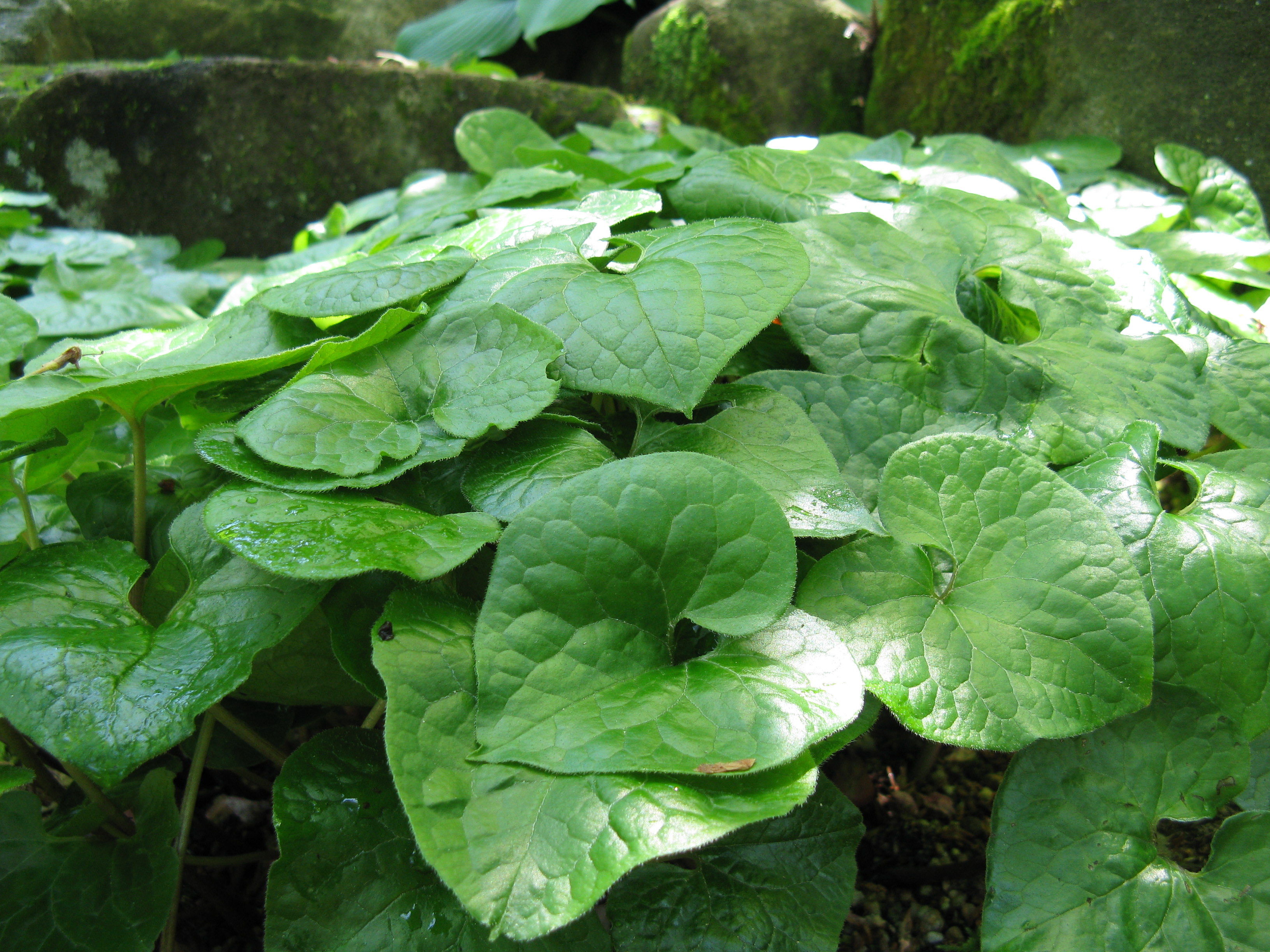
2. 葉

芽生えの際の本葉は1枚であるが、その後は茎の先端に2枚の葉を対生状につけ、秋に落葉する。葉柄は長く、長さ6–12センチメートル (cm)、無毛、葉身は薄く、卵心形、先端は尖り、基部は深い心形、長さ 4–9 cm、幅 5–10 cm、両面（特に脈上）に白い短毛が散生し、葉縁にも白い短毛が規則的に生じている（図1, 2）。日本では、北部から南部にかけて葉が小型化する傾向がある。
花期は3–5月、対をなす葉柄の基部から1個生じ、直径10–15ミリメートル (mm) ほどの花が下向きに咲く（図1, 3a）。花柄には長い毛がある（図3）。花弁を欠き、萼片は3枚、下半部が緑色で互いに接着して（合着してはいない）椀形となり、上半分が淡紅紫色から淡紅色（まれに白色）で三角形の裂片となり外側に強く反り返って下半部に密着している（図3）。開花には丸一日かかり、午前中に開いた萼片は次第に反り返り、日暮れ頃にようやく椀形になる。萼筒の外面には白い長毛が散生し、萼筒開口部は広く、内部の雄しべや雌しべが見える（図3b）。萼筒内面には隆起したひだはなく、帯紫色の条線が約15本ある（図3b）。雄しべは12個が内外2輪に配置し、内輪の雄しべは長さ約 2.5 mm、外輪の雄しべはそれよりやや短い（図3b）。花糸は葯より長く、開花直後には外側に湾曲しているが、のちに花柱に沿って直立し、これによって自家受粉をしやすくなるものと考えられている。花粉は無孔粒。花柱は6個が合着し、6個の柱頭が頂生する（上図3b）。子房下位、中軸胎座で6室。
果実はさく果、萼片は花後も宿存し、果実の成熟とともにくずれ、種子を散布する。種子にはエライオソームが付随する。染色体数は 2n = 26。
精油を含み、その組成には下記のような変異が報告されている。同一の地域に複数のタイプが混在することもある。
- Caulesol タイプ：caulesolを主成分とする。関東から九州に最も広く分布する。
- Cauleslactone タイプ：cauleslactone と caulesol を主成分とする。関東に分布する。
- Selinenone タイプ：セリナ-3,7(11)-ジエン-8-オンおよびセリナ-4(14),7(11)-ジエン-8-オンを主成分とする。山梨県（七面山、精進）、静岡県（愛鷹山、猫越）、徳島県（平野）に局在する。
- Germacrone-epoxide タイプ：germacrone-4,5-epoxide と germacrone を主成分とする。関東から近畿、中国、四国、九州に点在する。
- Furanocaulesone タイプ：furanocoumarin A を主成分とする。九州中部から南部に分布する。

## 分布・生態
日本の本州、四国、九州、および中国南部（甘粛省、陝西省、湖北省、四川省、貴州省）に分布する。
ブナ帯下部からクリ帯上部の広葉樹林または針葉樹の混じった森林の、やや湿潤な暗い林床に生育する。ときに広範囲に広がった大きな群落を形成する。大きな群落では、周縁部では大きな葉をもつものが多く花つきがよいが、中央部では葉が小さく花が少ない。カンアオイ類としては大きな群落を形成するが、これはフタバアオイの茎の節間が長くよく分枝するためである。
以下は和歌山県高野山、標高850メートルの地域でのフタバアオイのフェノロジーである。花芽と葉芽は前年の秋に形成され、4月上旬に新葉が展開を始めると同時に開花も始まる。この時期には林床にまで光が届くが、4月中旬以降は低木にも葉がつき始め、林床は急激に暗くなる。本種はかなり暗くても生育が可能である。花の形ほぼそのままに、6月中旬に子房がやや膨らんだ形で果実が成熟し、7月上旬には果実が裂開して種子が散布される。この頃から根茎も横に伸長し、それと同時に古い根茎は貯蔵した栄養を使い果たして枯死する。根茎は最大5年分が連結している例があるが、ふつうは3年目で枯死し、株は分断していく。これを繰り返すことで、株は水平に広がりながら群落全体は次第に移動していく。
花は匂いや蜜腺を欠き動物を誘引せず、自家受粉によって結実する。種子には扁平なエライオソームが付随しており、アリ散布されると考えられているが、確認はされていない。
フタバアオイの寄生菌である Ochropsora asari (= Cerotelium asari)（サビキン目）は、ヤマエンゴサク（ケシ科）との間で宿主交代を行う。ギフチョウ（アゲハチョウ科）はカンアオイ属の植物を食草とするが、フタバアオイはほとんど利用されない。

## 保全状況評価
フタバアオイは、環境省のレッドリストの指定はないが、日本の各都道府県では、以下のレッドリストの指定を受けている（2025年現在）。
- 絶滅危惧I類：宮城県、香川県
- 絶滅危惧II類：石川県、兵庫県、島根県
- 準絶滅危惧：鳥取県、福岡県、大分県、宮崎県
- 地域個体群：新潟県
- その他：福井県（要注目）

## 人間との関わり

### 利用

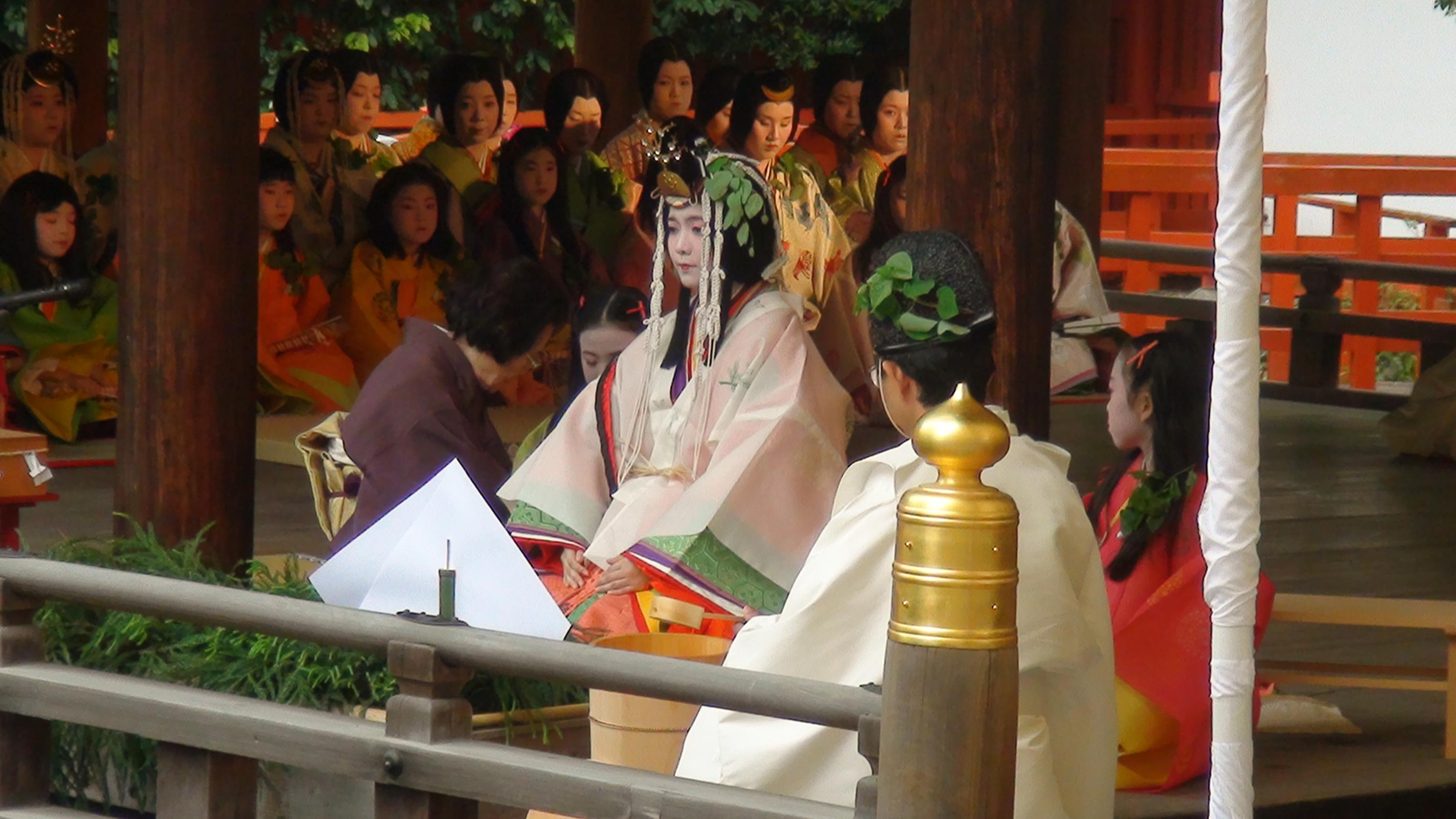
4. フタバアオイを頭につけた斎王代（下賀茂神社）

京都の上賀茂神社（賀茂別雷神社）と下鴨神社（賀茂御祖神社）の賀茂祭は葵祭ともよばれ（葵はフタバアオイのこと）、祭人の衣冠や牛車、桟敷、社前などにカツラ（カツラ科）とともにフタバアオイを飾る（図4）。平安時代、祭りといえば賀茂祭を意味するほど尊重され、『本朝月令』（平安時代中期）にも、当日早朝に社司らがフタバアオイを集めるとの記述がある。現代でも、葵祭では約1万枚の葉を使うが、気候変動や獣害によって賀茂神社付近のフタバアオイが激減したため、教育機関や企業、個人が協力してフタバアオイを育成し、これを奉納するプロジェクト（葵プロジェクト）が2010年から行われている。賀茂神社の御祭神である賀茂別雷命（かもわけいかずちのみこと）は成人して天上の父の元へ去ったが、再会を願う母の夢で「葵桂で祀って待っていてください」と告げたとされ、そのため賀茂祭ではフタバアオイとカツラの葉で飾る。葵（あふひ）の「ひ」は「神霊」を意味し、葵は「神に逢う」であり、また「逢う日」でもあるとされる。また、葵はあふひ（日向）＝太陽・別雷（わけいかづち）に通じるともされる。葉の形が似ているカツラと共に用いることにより、カツラを男性、フタバアオイを女性に見立てて家庭の繁栄を願ったともされる。
まれに山野草として観賞用に栽培されることがある。
近縁種であるウスバサイシンやクロフネサイシンなどはメチルオイゲノール、アサロン、エレミシンなどの精油を含み、根茎・根に辛みがあり「細辛」とよばれて薬用に利用される。フタバアオイの根茎・根も「土細辛（どさいしん）」とよばれ、乾燥して煎じたものを咳止めや発汗に用いることがある。中国でも、薬用に用いられることがある。ただしフタバアオイの根に辛みはなく、精油成分もかなり異なり、薬効は期待できないともされる。

### 文化
和歌などでは「葵（あふひ）」と標記されるが、この語はフタバアオイを意味しているとは限らない。万葉集には一首だけ「葵」を詠んだものがあるが（「梨棗黍に粟嗣ぎ延ふ田葛の後も逢はむと葵花咲く」）、これはフタバアオイではなくフユアオイ（アオイ科）を指すと考えられている。また、近代短歌では「葵」はタチアオイ（アオイ科）を意味することが多い。一方で平安時代から鎌倉時代の以下の「葵」は、フタバアオイを指している。
かくばかり逢ふ日（葵）の希になる人をいかがつらしと思はざるべき—読人知らず、『古今和歌集』
忘れめや葵を草に引き結びかりねの野べの露の明ぼの—式子内親王、『新古今和歌集』
草は菖蒲。菰。葵、いとをかし。御代よりして、さるかざしとなりけん、いみじうめでたし。もののさまもいとをかし。—清少納言、『枕草子』六十六
はかなしや人のかざせる葵ゆえ神のゆるしのけふを待ちける—紫式部、『源氏物語』葵の帖
『源氏物語』における光源氏の妻は「葵の上」とよばれるが、これは葵の帖の主人公であるための便宜的な名であり、本文中に名前は記されていない。

### 家紋など
上記のように、賀茂神社はフタバアオイとの関わりが深く、フタバアオイを図案化したもの（二葉葵）を神紋としている（図5a）。そのため、賀茂神社に仕える家や信仰している家が葵を家紋に用いた（下記）。そのほかにも松尾大社、日吉大社、日枝神社、貴船神社などもフタバアオイを神紋としている。
フタバアオイは、家紋としても使われており、特に徳川家の家紋であるいわゆる「三つ葉葵」は、よく知られている。上記のようにフタバアオイは葉を2枚ずつつけるが、「三つ葉葵」は3枚のフタバアオイの葉を図案化したものである（図5b）。徳川本家の三つ葉葵の他に、紀州徳川家の六つ葵、伊予松平家の葵巴、本多氏の立葵（図5c）、多田氏の葵車、梁田氏の蔓葵、平井氏や山田氏の丸に立葵、川村氏の丸に剣葵、内田氏や小沢氏の花葵などがある。

### 名称
「フタバアオイ（二葉葵、双葉葵）」の名は、葉を2枚ずつつけることに由来する。上記のようにフタバアオイは京都賀茂神社との関わりが深く、カモアオイ（賀茂葵）の異名もある。他に別名としてフタバサイシン（双葉細辛）、フタバグサ（二葉草）、ツルアオイ（蔓葵）、アオイグサ（葵草）、モロハグサ（両葉草）、ヒカゲグサ（日陰草）、モロカズラ（諸葛）、カザシグサ（挿し草、挿頭草）などがある

## 分類
カンアオイ属 (Asarum) は複数の属に分けられていたこともあり、その場合にはフタバアオイはふつう狭義の Asarum（フタバアオイ属の和名が充てられていた）に分類されていた。また、萼片の特徴から Japonasarum に分類されていたこともある (Japonasarum caulescens)。2025年時点では、広義のカンアオイ属 (Asarum) に分類され、その中でフタバアオイ亜属 (subgenus Asarum)、フタバアオイ節 (section Asarum) に分類されることが多い。この節にはヒマラヤから中国南部を経て日本にかけて10種、北アメリカに8種、ヨーロッパに1種が知られており（1997年時点）、日本産の種としては他にオナガサイシン (Asarum caudigerum) が属する。萼片が互いに接着しているが合着していない点で属内で原始的な形質をもつが、一方で子房下位で花柱が合着しているなど派生的な形質ももつ。